# Feston
Feston, čakavski feštun (od latinske riječi festus - svečan) je naziv za ukras načinjen od zelena granja, cvijeća i plodova, isprepletenim u dugi dekorativni lanac, često dodatno ukrašen vrpcama koje ga ujedno učvršćuju i povezuju. 
Danas se izrađuje na način da se oko tanjeg konopa nanižu grane (npr. na Hvaru grane grma martine) koje ga zaklanjaju, stvarajući tako dugu kontinuiranu zelenu traku.
Feston se kao dekorativni motiv u likovnom umjetnostima javlja početkom helenističke epohe, u početku na manjim spomenicima (žrtvenici, sarkofazi), a kasnije i na hramovima (npr. na hramu Atene Polias u Pergamu).
U rimskoj umjetnosti feston je jedan od najčešćih motiva uopće. Javlja se u zidnom slikarstvu, mozaiku, štuku, te kao skulpturalni ukras na vazama, žrtvenicima, sarkofazima, no najprije u arhitekturi.
U početku festoni vise obješeni s bukranija, a kasnije ih nalazimo u kombinaciji s erotima, kazališnim maskama, svijećnjacima i dr. U njih, radi veće slikovitosti, mogu katkada biti upleteni i manji predmeti poput teatarskih maski i glazbenih instrumenata.
Motiv festona postaje ponovno popularan u renesansi, baroku i klasicizmu, posebice u arhitekturi.
Od 18. st. nadalje festonima se ukrašava i pokućstvo, tapiserije, lusteri i dr.
U istom značenju ponekad se koristi i pojam girlanda.